# Гармония (альбом)
«Гармония» — шестой студийный альбом белорусско-российской певицы Бьянки, выпущенный 21 сентября 2018 года на лейбле «Первое музыкальное издательство». Автором музыки и слов всех песен вновь выступила сама артистка.

## Отзывы критиков
| Оценки критиков | Оценки критиков |
| Источник        | Оценка          |
| --------------- | --------------- |
| InterMedia      | [ 2 ]           |

В своей рецензии для портала InterMedia Алексей Мажаев написал, что на альбоме не присутствует больше никаких поп-хитов и мелодичных песен с внятным артикулированием текста, а только вычурное R’n’B-пение будто через слой сахарной ваты. Выделил он лишь две песни: «Четверг» и «П.А.», они, по его мнению, заслуживали бы музыкальных премий и первых мест в поп-чартах и прекрасно бы звучали где угодно и с удовольствием подхватывались бы широкими народными массами, если бы не вокальная манера.

## Список композиций
Слова и музыка всех песен — Татьяны Липницкой.
| №  | Название       | Длительность |
| -- | -------------- | ------------ |
| 1. | «Гармония»     | 3:51         |
| 2. | «Четверг»      | 3:39         |
| 3. | «П.А.»         | 3:40         |
| 4. | «Моя звезда»   | 3:55         |
| 5. | «Буднями»      | 3:23         |
| 6. | «Ау»           | 2:59         |
| 7. | «Ставь музыку» | 2:07         |
| 8. | «Корабли»      | 2:46         |